# アメリカズ・モスト・ウォンテッド

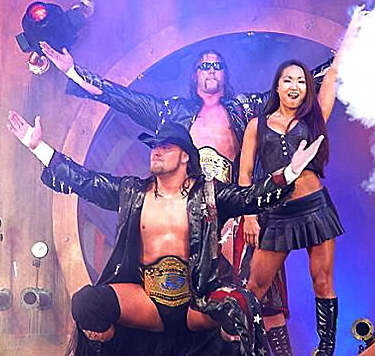
左からジェームズ・ストーム、クリス・ハリス、ゲイル・キム（2007年）

アメリカズ・モスト・ウォンテッド（America's Most Wanted）は、アメリカ合衆国のプロレス団体TNAで活動したタッグチームである。
TNAが管理するNWA世界タッグ王座を再三獲得するなど、TNAのタッグ戦線に欠かせない存在であったが、ハリスが2007年にWWEへ移籍したため解散した。

## メンバー
- "ワイルド・キャット" クリス・ハリス
- "テネシー・カウボーイ" ジェームズ・ストーム
- ゲイル・キム（マネージャー）

## 合体攻撃
デス・センテンス（The Death Sentance）
1人が相手をテイクダウン式のベアハッグにとらえ、そこに1人がコーナーからレッグドロップを放つ。